# 贾玛清真寺 (德里)
28°39′04″N 77°14′02″E / 28.651°N 77.234°E

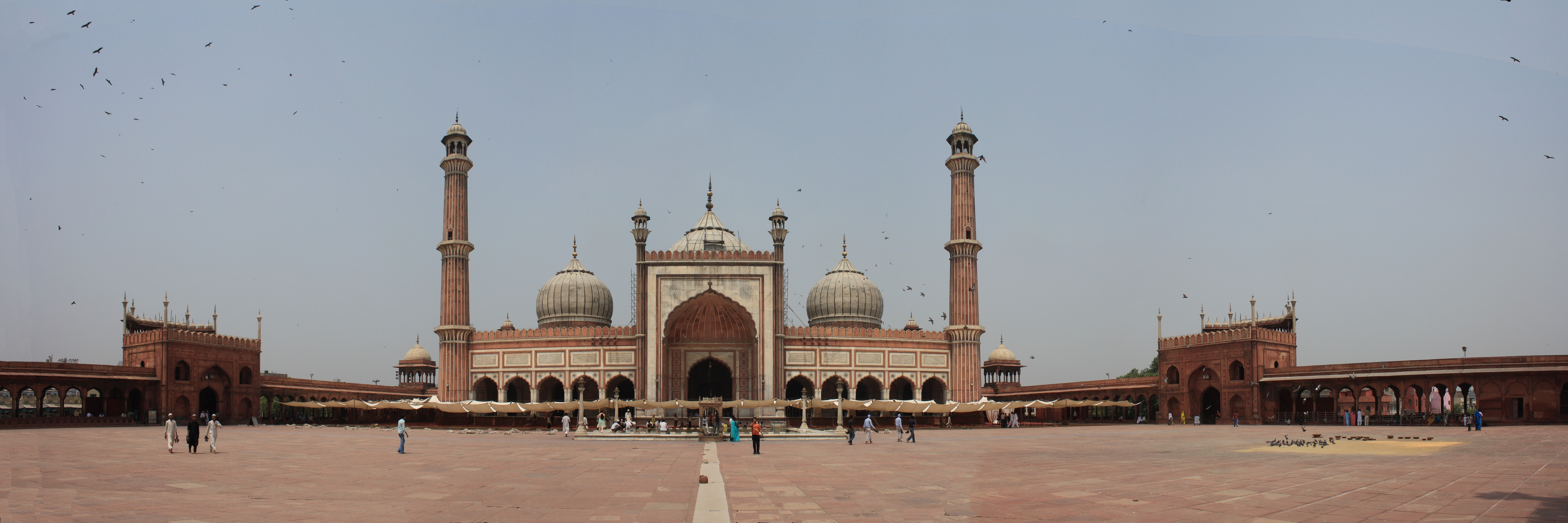
广场全景

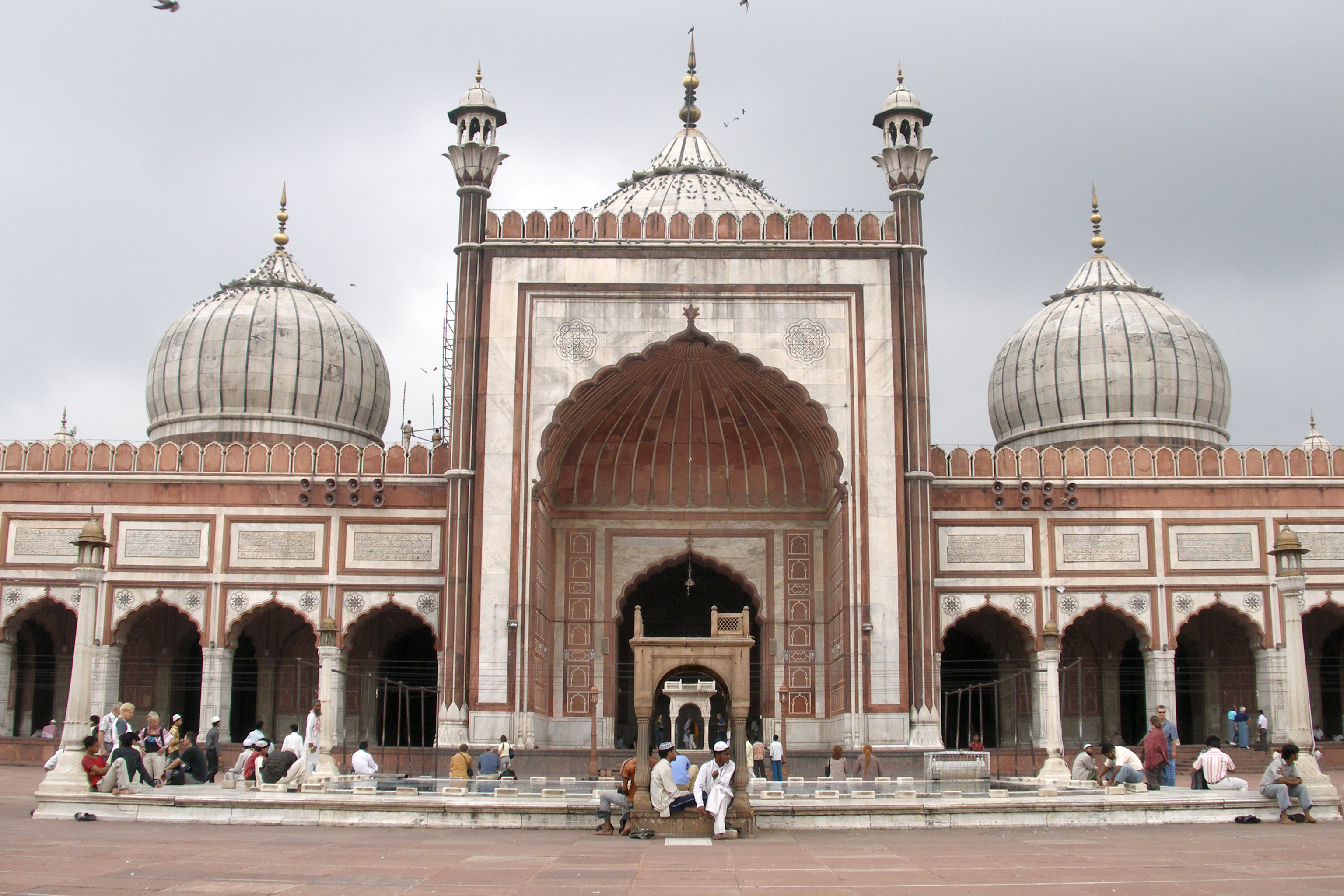
立面

贾玛清真寺（Jama Masjid）位于印度德里老德里中心繁忙的义卖市场街（Chawri Bazar Road），是印度最大的清真寺。贾玛（Jama）一词来源于穆斯林在星期五下午举行的主麻日聚礼。
贾玛清真寺兴建于1650年10月19日（星期五）到1656年。莫卧儿帝国第五代皇帝沙贾汗，泰姬陵和对面的红堡的兴建者，下令修建了这座清真寺。修建这座清真寺使用了5000名工匠，历经7年建成。
这座清真寺用红色砂岩和白色大理石建造，长80米，宽27米，有3个圆顶，两座高41米的叫拜塔，以及东、南、北三座大门。清真寺的庭院可容纳25000名信徒。